# ساده‌جامه‌ها
ساده‌جامه‌ها (نام علمی: Aplochiton) نام یک سرده از تیره اخترماهیان است.